# Museum de Glazenkast
Het Museum de Glazenkast was van 2009 tot 2011 een museum in Middelburg. Het bevond zich in een oud V.O.C.-pakhuis uit 1651 op de Verwerijstraat 28, genaamd De Glazenkast.
Het museum werd geopend in 2009 en bestond uit drie etages en zes zalen waar uitsluitend eigentijds werk van Zeeuwse kunstenaars werd getoond. Er was daarnaast een museumshop en een museumcafé.
In 2011 sloot het museum.

## Collectie
De collectie bestond onder andere uit:
- Fotografie
- Figuratieve schilderijen
- Non-figuratieve schilderijen
- Etsen
- Tekeningen
- Video
- Installaties
- Gedichten
- Sculpturen
- Mixed media

## Kunstenaars
Er werd o.a. werk van de volgende beeldend kunstenaars getoond:
- Bein Ning
- Wido Blokland
- Remco van den Bosch
- Regi van Driel
- Marie-Louise Fijneman
- Toos van Holstein
- Willy de Houck
- Frans Kegels
- Jan Kettelerij
- Nelly van Nieuwenhuijzen
- Thom Schrijer
- Erlend Steiner Lovisa
- Andre van der Veeke
- Kees van de Wetering
- Marleen Wouters